# Funky Kingston
Funky Kingston — это два альбома ямайской регги-группы Toots and the Maytals. Первый альбом был выпущен на Ямайке и в Великобритании в 1972 году на Dragon Records (DRLS 5002). Другой альбом, с той же обложкой и под тем же названием, был выпущен в Соединенных Штатах в 1975 году на Mango Records (MLPS 9330). Тем не менее, эти альбомы отличаются трек-листами. Американская пластинка достигла #164 позиции в топе Billboard 200 и была названа 11 лучшим альбомом 1975 года в годовом опросе Pazz & Jop. В 2003 году американская версия была помещена журналом Rolling Stone под номером #380 в список 500 величайших альбомов всех времён.

## Об альбомах
Когда записывался этот альбом, кроме некоторых узких музыкальных кругов, регги-музыка не была известна за пределами самой Ямайки. Первый международный релиз Боба Марли и The Wailers Catch a Fire состоится только в 1973 году. Однако, ситуация изменилась, когда в 1972 году на Ямайке вышел фильм «Тернистый путь» ставший культовым. В этом же году в Великобритании вышел саундтрек к этому фильму, который также имел большой успех. Сам саундтрек состоял из регги-композиций конца 1960-х — начала 1970-х годов, таким образом, регги-музыка была представлена миру. В фильм также вошли и две композиции Тутса Хибберта и его группы The Maytals. Поскольку регги-музыка стала популярна, а The Maytals были поставщиками хитов на Ямайке ещё с 1960-х, продюсер Крис Блэкуэлл, как и с группой The Wailers в следующем году, решает продвигать альбом The Maytals на мировом музыкальном рынке.
В 1975 году переработанная версия этого альбома была выпущена в Соединенных Штатах. Эта пластинка сохранила только три трека с оригинального ямайского альбома. Шесть других композиций были взяты с их пластинки 1973 года In the Dark и один трек, «Pressure Drop», из саундтрека к фильму «Тернистый путь».
В 2003 году Universal выпустила компакт-диск, куда вошли альбомы Funky Kingston, In the Dark и сингл «Pressure Drop».

## Список композиций
Автор всех песен, если не указано иное, Тутс Хибберт

### Версия 1972 года
Сторона 1
1. «Sit Right Down» — 4:44
2. «Pomp And Pride» — 4:30
3. «Louie Louie» (Ричард Берри) — 5:46
4. «I Can’t Believe» (Айк Тёрнер) — 3:29

Сторона 2
1. «Redemption Song» — 3:26
2. «Daddy’s Home» (James Sheppard, Clarence Bassett, Charles Baskerville) — 5:05
3. «Funky Kingston» — 4:54
4. «It Was Written Down» — 3:04

### Версия 1975 года
Сторона 1
1. «Time Tough» — 4:23
2. «In the Dark» (F. Hibbert, E. Chin) — 2:48
3. «Funky Kingston» — 4:54
4. «Love is Gonna Let Me Down» — 3:15 (обозначена как «Love’s Gonna Walk Out on Me» на ямайском релизе)
5. «Louie Louie» (Ричард Берри) — 5:46

Сторона 2
1. «Pomp and Pride» — 4:30
2. «Got to Be There» — 3:06
3. «Country Road» (Bill Danoff, Джон Денвер, Taffy Nivert) — 3:23
4. «Pressure Drop» — 3:46
5. «Sailin' On» — 3:35

## Участники записи
- Тутс Хибберт — вокал
- Ralphus «Raleigh» Gordon — вокал
- Nathaniel «Jerry» Matthias — вокал
- Neville Hinds — клавишные
- Jackie Jackson — бас
- Winston Grennan — ударные

## Чарты
| Чарт (1976)          | Макс. позиция |
| -------------------- | ------------- |
| Billboard Pop Albums | 164           |